# Flexanville
Flexanville és un municipi francès, situat al departament d'Yvelines i a la regió de Illa de França. L'any 2007 tenia 563 habitants.
Forma part del cantó d'Aubergenville, del districte de Rambouillet i de la Comunitat de comunes Cœur d'Yvelines.

## Demografia

### Població
El 2007 la població de fet de Flexanville era de 563 persones. Hi havia 198 famílies, de les quals 32 eren unipersonals (8 homes vivint sols i 24 dones vivint soles), 63 parelles sense fills, 91 parelles amb fills i 12 famílies monoparentals amb fills.
La població ha evolucionat segons el següent gràfic:
Habitants censats

### Habitatges
El 2007 hi havia 219 habitatges, 199 eren l'habitatge principal de la família, 12 eren segones residències i 8 estaven desocupats. 208 eren cases i 8 eren apartaments. Dels 199 habitatges principals, 180 estaven ocupats pels seus propietaris, 18 estaven llogats i ocupats pels llogaters i 1 estava cedit a títol gratuït; 1 tenia una cambra, 9 en tenien dues, 15 en tenien tres, 38 en tenien quatre i 136 en tenien cinc o més. 162 habitatges disposaven pel capbaix d'una plaça de pàrquing. A 76 habitatges hi havia un automòbil i a 119 n'hi havia dos o més.

### Piràmide de població
La piràmide de població per edats i sexe el 2009 era:
| Homes | Edats   | Dones |
| ----- | ------- | ----- |
| 0     | 95 o +  | 0     |
| 0     | 90 a 94 | 0     |
| 0     | 85 a 89 | 0     |
| 0     | 80 a 84 | 0     |
| 4     | 75 a 79 | 4     |
| 4     | 70 a 74 | 4     |
| 12    | 65 a 69 | 20    |
| 4     | 60 a 64 | 12    |
| 4     | 55 a 59 | 4     |
| 24    | 50 a 54 | 28    |
| 28    | 45 a 49 | 12    |
| 48    | 40 a 44 | 40    |
| 16    | 35 a 39 | 16    |
| 4     | 30 a 34 | 20    |
| 12    | 25 a 29 | 16    |
| 12    | 20 a 24 | 4     |
| 28    | 15 a 19 | 24    |
| 16    | 10 a 14 | 40    |
| 20    | 5 a 9   | 32    |
| 16    | 0 a 4   | 4     |

## Economia
El 2007 la població en edat de treballar era de 394 persones, 293 eren actives i 101 eren inactives. De les 293 persones actives 273 estaven ocupades (153 homes i 120 dones) i 20 estaven aturades (7 homes i 13 dones). De les 101 persones inactives 22 estaven jubilades, 50 estaven estudiant i 29 estaven classificades com a «altres inactius».

### Ingressos
El 2009 a Flexanville hi havia 207 unitats fiscals que integraven 568,5 persones, la mediana anual d'ingressos fiscals per persona era de 25.583 €.

### Activitats econòmiques
Dels 22 establiments que hi havia el 2007, 1 era d'una empresa extractiva, 1 d'una empresa de fabricació d'altres productes industrials, 4 d'empreses de construcció, 3 d'empreses de comerç i reparació d'automòbils, 1 d'una empresa d'hostatgeria i restauració, 1 d'una empresa financera, 1 d'una empresa immobiliària, 4 d'empreses de serveis, 3 d'entitats de l'administració pública i 3 d'empreses classificades com a «altres activitats de serveis».
Dels 4 establiments de servei als particulars que hi havia el 2009, 1 era un paleta, 1 fusteria, 1 electricista i 1 restaurant.
L'any 2000 a Flexanville hi havia 7 explotacions agrícoles.

## Equipaments sanitaris i escolars
El 2009 hi havia una escola elemental.

## Poblacions més properes
El següent diagrama mostra les poblacions més properes.